# Lions at the Gate
Lions at the Gate es una banda estadounidense de metal alternativo formada por los exmiembros de Ill Niño Diego Verduzco (guitarra), Cristian Machado (voz) y Ahrue Luster (guitarra), así como Josh Cuadra (batería). Su álbum de estudio debut, The Excuses We Cannot Make, fue lanzado el 25 de agosto de 2023.

## Miembros
Actuales
- Cristian Machado – Voz (2021–presente)
- Diego Verduzco – Guitarra rítmica (2021–presente)
- Ahrue Luster – Guitarra lider (2021–presente)
- Josh Cuadra – Batería, percusión (2023–presente)

Anteriores
- Fern Lemus – Batería, percusión (2021–2023)
- Stephen Brewer – Bajo (2021–2025)

## Discografía
Álbumes 
- The Excuses We Cannot Make (2023)[4]

Singles
| Título                                          | Año  | Álbum                      |
| ----------------------------------------------- | ---- | -------------------------- |
| Not Even Human                                  | 2021 | The Excuses We Cannot Make |
| Scapegoat                                       | 2021 | The Excuses We Cannot Make |
| Bed of Nails                                    | 2022 | The Excuses We Cannot Make |
| Find My Way (feat. Tatiana Shmailyuk of Jinjer) | 2022 | The Excuses We Cannot Make |
| The Ledge                                       | 2023 | The Excuses We Cannot Make |
| Drain                                           | 2023 | The Excuses We Cannot Make |
| Silhouettes of Me                               | 2024 |                            |

### Vídeos musicales
| Título                                          | Año  | Director                              |
| ----------------------------------------------- | ---- | ------------------------------------- |
| Not Even Human                                  | 2021 | Vicente Cordero / Industrialism Films |
| Scapegoat                                       | 2021 | Vicente Cordero / Industrialism Films |
| Bed of Nails                                    | 2022 | Vicente Cordero / Industrialism Films |
| Find My Way (feat. Tatiana Shmailyuk of Jinjer) | 2022 | Vicente Cordero / Industrialism Films |
| The Ledge                                       | 2023 | Vicente Cordero / Industrialism Films |
| Drain                                           | 2023 | Vicente Cordero / Industrialism Films |
| Silhouettes of Me                               | 2024 |                                       |